# Simpson Rocks
Die Simpson Rocks sind eine Gruppe aus einer 10 m hohen Klippe umgeben von vom Meer überspülten Felsen im Archipel der Südlichen Shetlandinseln. Die Felsen liegen 8 km nordöstlich des Kap Melville von King George Island. 
Der britische Seefahrer James Weddell benannte sie 1825 als Simpson’s Islands. Nach Vermessungen durch Wissenschaftler der britischen Discovery Investigations im Jahr 1927 wurde diese Benennung angepasst. Der Namensgeber ist nicht überliefert.